# Riedeliops sandakanensis
Riedeliops sandakanensis es una especie de coleóptero de la familia Attelabidae.

## Distribución geográfica
Habita en Malasia.